# Дурбек
Дурбек (годы жизни неизвестны) — узбекский поэт конца XIV — начала XV веков, крупный представитель узбекской светской литературы того периода. Из наследия Дурбека сохранилась переработка любовно-романтической поэмы в двух рукописях «Юсуф и Зулейха» на чагатайский (староузбекский) язык.
В основе сюжета лежит библейская легенда об Иосифе Прекрасном и жене знатного египтянина Потифара, известная на Востоке через Коран и литературные обработки персидских поэтов IX—XI веков. Но в изображении Дурбека поэма теряет религиозную окраску и наполняется живыми образами, человеческими переживаниями, бытовыми деталями. Дурбек сообщает, что пользовался прозаическим сочинением на фарси «Друг послушников и солнце собраний» Абдалаха-Ансари.
Современник Тимура, Дурбек ратовал за уравнение персидского языка с чагатайским. По сообщению автора, поэма написана в 1409 году в г. Балхе, осаждённом неприятельскими войсками. Дурбек рисует жизнь и события в осаждённом городе. Создавая поэму, Дурбек смог вдохнуть в неё светский современный дух, желая морально поддержать обессилевших горожан, так как главные герои также подверглись страданиям и мукам, но смогли преодолеть их, достигнуть благополучия и счастья.